# Налле, Анри
Анри Пьер Налле (фр. Henri Pierre Nallet; 6 января 1939[…], Бержерак — 29 мая 2024, XVIII округ Парижа) — французский политик, министр сельского хозяйства (1985—1986, 1988—1990), министр юстиции (1990—1992).

## Биография
Анри Пьер Налле родился 6 января 1939 года в семье оптика в Бержераке (департамент Дордонь). По окончании школы учился в Институте политических исследований в Бордо, затем в Париже изучал право и учился в Фонде политических наук, получив дипломы по общественным наукам, праву и политическим наукам. В 1963 году, будучи студентом университета, избран генеральным секретарём Католического студенческого союза. В 1966—1970 годах работал в Национальной федерации профсоюзов фермеров (FNSEA), с 1970 года — в Национальном институте сельскохозяйственных исследований (INRA) в качестве директора по исследованиям. В INRA работал в отделе экономики и социологии с исследовательской группой, занимаясь разработкой новых программных целей левых политических сил, в частности, в отношении сельскохозяйственной кооперации и позиции профсоюзов в аграрной политике. В июле 1981 года стал техническим советником в генеральном секретариате президента Франции Франсуа Миттерана.
4 апреля 1985 года получил портфель министра сельского хозяйства в правительстве Лорана Фабиуса после отставки Мишеля Рокара.
В 1986—1988 годах впервые являлся депутатом Национального собрания Франции от департамента Йонна.
В 1988—1990 годах являлся министром сельского и лесного хозяйства.
С 1989 по 1998 год Налле занимал должность мэра города Тоннер.
2 октября 1990 года премьер-министр Мишель Рокар произвёл серию кадровых перестановок в своём втором правительстве, отдав портфель министра юстиции Анри Налле.
17 мая 1991 года сохранил должность при формировании правительства Эдит Крессон.
2 апреля 1992 года сформировано правительство Пьера Береговуа, в котором Налле не получил никакого назначения.
25 июня 2013 года избран президентом Фонда Жана Жореса после смерти Пьера Моруа (15 ноября 2022 года стал почётным президентом после избрания его преемником Жана-Марка Эро).
Умер 29 мая 2024 года в возрасте 85 лет.